# Machowino-Kolonia
Machowino-Kolonia (Machowino-Kolonia Zachodnia) – nieoficjalna nazwa kolonii wsi Machowino w Polsce położona w województwie pomorskim, w powiecie słupskim, w gminie Ustka.
Osada wchodzi w skład sołectwa Machowino.
W latach 1975–1998 miejscowość administracyjnie należała do województwa słupskiego.